# Panay (Vulkan)
Der Panay ist ein 501 m hoher Vulkan auf den Philippinen. 
Der Berg liegt auf der Halbinsel Calumpang, diese trennt die Balayan-Bucht von der Batangas-Bucht und liegt südlich des Taalsees in der Provinz Batangas auf der Insel Luzon. Der Panay ist eine markante Landmarke für Schiffe die die vielbefahrene Schifffahrtsroute der Isla-Verde-Straße befahren.
Der Panay ist ein flacher Schichtvulkan. In den Akten des Philippine Bureau of Mines wird die Aktivität des Panay für das Zeitalter des Pleistozäns angegeben. Mineralogische Untersuchungen ergaben historische fumarolische Aktivitäten am Berg. Die Batangas-Bucht liegt in der Region zweier tektonischer Störungszonen, der Bataan-Linie und der Palawan-Macolod-Linie, in der sich auch Calderen unterhalb der Meeresoberfläche befinden.

## Quelle
- Panay im Global Volcanism Program der Smithsonian Institution (englisch)